# Wapen van Wijk bij Duurstede

Het wapen van de gemeente Wijk bij Duurstede

Het wapen van Wijk bij Duurstede is het gemeentelijke wapen van de Utrechtse gemeente Wijk bij Duurstede. Het wapen werd op 11 september 1816 door de Hoge Raad van Adel in gebruik door de gemeente bevestigd.

## Geschiedenis
De plaats Wijk, gelegen bij kasteel Duurstede verkreeg omstreeks 1300 stadsrechten van Gijsbrecht II van Abcoude, zoon van Zweder van Zuylen en gehuwd met een erfdochter van Abcoude. Het stadswapen is afgeleid van dat van het geslacht Van Abcoude. De drie zuilen zijn afkomstig uit het wapen van het geslacht Van Zuylen. Het wapen, zonder kroon en schildhouders, is in ieder geval sinds 1512 op zegels van de stad gebruikt. Het wapen, inclusief kroon en schildhouders, zijn in 1816 door de burgemeester aangevraagd. Sinds de gemeentelijke herindeling van 1996 (toevoeging van Cothen en Langbroek) gebruikt de gemeente in de communicatie een logo in plaats van het gemeentewapen. Het gemeentewapen is, voor zover bekend, nog steeds formeel aan Wijk bij Duurstede toegekend.

## Blazoen
De beschrijving luidt als volgt:
Van goud beladen met eene fasce van keel, waarop 3 zuilen van zilver. Het wapen gedekt met eene kroon met 5 fleurons, alles van goud, en vastgehouden van weerskanten door een klimmende leeuw in zijne natuurlijke kleur.'
N.B.:
- De heraldische kleuren zijn keel (rood), zilver (wit) en goud (geel).